# عوض مبارك (كاتب)
عوض مبارك  روائى سوداني اتخذ من فن السرد أداة لنقد واقع إنساني يموج بالكراهية والتعصب والخرافة، يرى أن السبب الرئيس وراء معاناة الإنسانية وتخبطها في دائرة بؤس مغلقة يعود إلى الأنظمة الحاكمة واذيالها ومحسوبيها، وجاءت رواياته منذ انطلاقته الأولى في دنيا الأدب، مغموسة في التاريخ والسياسة، موسومة بآلام ومعاناة الناس العاديين. مستخدما رموز وأحداث كان لها أكبر أثر في قلب موازين التاريخ، حيث قام بإسقاطها على واقع اليوم بمهارة سردية عالية وتكنيك محكم ورؤية متبصرة وخيال خصب.

## اسفار نحو الكتابة
طاف الكاتب عوض مبارك حول أقاليم السودان المختلفة، ثم ارتحل في العام 1995 إلى بلاد الشام متنقلا بين المدن السورية واللبنانية كرحالة مغامر، حيث قضى 5 أعوام ونصف وقف خلالها على تاريخ وأثار وفنون وآداب تلك المدن العريقة دون ان يغفل عن واقع الناس وايقاع حياتهم اليومية. ثم هاجر إلى أميركا في مطلع العام 2001، وجاب العديد من ولاياتها ومدنها الكبرى إلى أن استقر اخيرا بولاية جورجيا ولازال مقيما بها حتى كتابة هذه الأسطر. وهكذا امتزجت في وجدانه أساطير أفريقيا بسحر الشرق ونزق الغرب، فكان معينا استمد منه رواياته التي كان لدار الفارابي العريقة نصيب الأسد في نشرها. وقد شقت جميع أعماله طريقها إلى مراكز الدراسات العربية في الجامعات الغربية والمكتبات العالمية والصحافة العربية والمواقع المعنية بنشر الكتب عبر الشبكة العنكبوتية، فضلا كونها جذبت اهتمام النقاد والمهتمين. ويقول عن تجربته الروائية: انا انسان لوحته شموس الخيبات والانكسارات والتخبط في متاهة حياة شريدة وآلام ذاكرة لجوج لم تفلح إلا في نبش ماض شديد القسوة، فاستكتبتني تجاربي بكل ما تمور به من مرار وتقلبات وثيقة الصلة باضطرابات وطن وتقلبات شعب مثخن الجراح، من هذا الرحم الذي بقي على قيد الحياة رغم تهشمه وجراحاته النازفة خرجت رواياتي! 

## التكوين الأول
وتحدث الروائى عوض في حفل تكريمه بالخرطوم في اواخر سبتمبر من عام 2017 قائلا: هنالك مدن تنجبنا بيلوجيا، وأخرى تنجبنا ابداعيا وثقافيا. من حسن حظي أن ميلادي الثاني تم في «بيروت» تلك الجميله، المتمردة، الرقيقة، القاسية، البريئة، الآثمة، كلها أوجه لبيروت! اما انا، فلم أكن أرى فيها سوى وجه وحيد، ذلك الوجه المتقد ذكاءا وجنونا ورفضا للمالوف، وجه متطلع إلى آفاق ليس في صفحاتها كلمة مستحيل، وجه طموح، طموح جلب لصاحبته ويلات، وكبدها آلام لا تهدأ ولا تستكين. ابتسم لي ذلك الوجه الجميل المتوتر، ابتسامة رحيمة، ثم أخذ يقودني من مكتبة إلى معرض كتاب، ومن مسرح إلى سينما، ومن صالة فنون تشكيلية إلى منتدى أدبي. كأنه يعلم توقي إلى المعرفة وهوسي المستبد بالفنون ونهمي الذي لا يقاوم حيال معشوقتي الرواية. وجدت ما لم أكن احلم به من ترجمات للأدب العالمي، وقرأت كتابا لم اسمع بهم من قبل. وظللت اقرأ وانقب إلى أن باغتتني لحظة من دون سابق تخطيط أو محاولة، هي اللحظة التي أمسكت فيها القلم وبدأت اخط روايتي الأولى «أحزان الزمن الغابر» فكانت ولادة سلسة لاديب ورواية في آن! 
ويستطرد الكاتب قائلا: أما ميلادي الأول «البيولوجي» فقد كان بين النيل والخلاء، بين الضفاف الخضر والحقول الوارفة، بين بيوت الفقراء العامرة بغنى النفس وضعتني أمي في الرابع من مايو 1966، هنالك، في خضم تلك البيئة اليانعة المشبعة بطيبة وسماحة وبساطة اهلها نشأت وترعرعت وعرفت، فكانت نعم المعارف التي ظلت تتبعني في حلي وترحالي، تنير لي دروب الحياة الوعرة الشائكة، وتمكنني من هضم المزيد من المعارف، وتمنحني الصبر والتكيف على حيوات مختلفة رماني في خضمها بحثي الدؤوب عن الأفضل بعد ان جفت منابع الأمل في الوطن الأم السودان. ثم يواصل قائلا عن مسقط رأسه: ما من مدينة نمر بها إلا وتركت في حياتنا أثرا ما، أو بصمة، أو ذكرى كاقل أثر. وهنالك مدن تسكننا بكامل تفاصيلها إلى الأبد، نتنفسها، تتسلل إلى أحلامنا بدفء والفة، نرى وجوه أهلها ورموزها ومعالمها، نسمع حفيف اشجارها وأغاني اطيارها وشوشة انسامها وضجيج أسواقها وزغاريد اعراسها ومرح أطفالها في مواسم الأعياد وعويل حناجرها المكلومة على فقد عزيز من ابناءها. هكذا كانت لي دوما مدينتي الحبيبة «الجريف غرب» فكنت لها! 

## العودة إلى الجذور
وقد عاد الكاتب إلى مدينته ومسقط رأسه الخرطوم في العام 2017 بعد غياب دام 22 عاما، واستقبلته المدينة بحب ووفاء وأقامت على شرفه الحفلات والمهرجانات التي أمها كبار الأدباء والشعراء والفنانين والصحفيين وتم بثها عبر قناتين تلفزيونيتين مرموقتين. غير ان الحدث الأجمل في حياته كما وصفه الكاتب، هو زواجه من محبوبته الصحفية المعروفة مناهل احمد حماد، والتي زفت له في حفل بهيج بين الأهل والأصدقاء إبان ال 45 يومآ التي قضاها في أرض الوطن. وقد نظم في معشوقته مناهل الكثير من الأشعار التي يزمع جمعها ونشرها في ديوان شعر. 
منها المقاطع التالية:
حبيبتي
تعالي نتسلق أكتاف الليل صعودا
إلى فجر القصيد
حيث ابتنينا بيتا من الأمل
واعترشناه بغيمة من حلم
وجملناه بألوان الفرح
وافترشناه بحرير من الألفة
هنالك. .
حيث نثرنا الكلمات عطرا
وسكبنا القوافي لحنا
وارتشفنا المعاني نبيذا معتقا
ورقصنا نشوانين على إيقاع الثواني الطروبة
هنالك..
حيث لا صوت يعلو على صوت الحب
ولا طعم احلى من رحيق النشوة
ولا شعور يطغى على الإحساس بالدفء
ولا حقيقة سوى ان أحدنا ذائب في الآخر..!
وايضا منها:
على قدر عذوبة المحبوبة
تكون عذوبة القصيد
وعلى قدر جمال جوهرها
تكون عبقرية بيت القصيد
فلن تهب من مستنقع نسمة
ولن تتفجر من الصخر كلمة
ولن تنبع من بحر غاضب نجمة
ومنها كذلك:
كوني كما أحببتك
نخلة سامقة
فخورة بسمرتك الزنجية
ولسانك الذي يقطر شهد عربية
ودمك الأفريقي النبيل
وحميتك السودانية
كوني دوما باهرة بهذا
المزيج الذي منحك السحر
والاشراق والتفرد والأحاسيس الندية

## رواياته
- أحزان الزمن الغابر (رواية) دار الفارابي 1998.
- فتات النسيان (رواية) دار عزة للنشر 2002
- أوراق مبعثرة (رواية) دار أبعاد للنشر 2008
- سقوط (رواية) دار الفارابي 2014
- سفر في جسد امرأة (رواية) دار الفارابي 2015
- نواميس ملوك الشمس (رواية) دار الفارابي2017